# Euphorbia kozlovii
Euphorbia kozlovii är en törelväxtart som beskrevs av Jaroslav Ivanovic Yaroslav Ivanovich Prokhanov. Euphorbia kozlovii ingår i släktet törlar, och familjen törelväxter. Inga underarter finns listade i Catalogue of Life.